# Рандан (Савоя)
Ранда́н (фр. Randens) — колишній муніципалітет у Франції, у регіоні Овернь-Рона-Альпи, департамент Савоя. Населення — 870 осіб (2011).
Муніципалітет був розташований на відстані близько 480 км на південний схід від Парижа, 120 км на схід від Ліона, 32 км на схід від Шамбері.

## Історія
До 2015 року муніципалітет перебував у складі регіону Рона-Альпи. Від 1 січня 2016 року належав до нового об'єднаного регіону Овернь-Рона-Альпи.
1 січня 2019 року Рандан і Егбель було об'єднано в новий муніципалітет Валь-д'Арк.

## Демографія
Динаміка населення (INSEE ):
Розподіл населення за віком та статтю (2006):
| Стать | Всього | До 15 років | 15-24 | 25-44 | 45-64 | 65-85 | Понад 85 |
| --- | ------ | ----------- | ----- | ----- | ----- | ----- | -------- |
| Чоловіки | 420    | 92          | 45    | 96    | 99    | 80    | 8        |
| Жінки | 371    | 53          | 23    | 100   | 100   | 84    | 11       |
| \| Статево-вікова піраміда \| Статево-вікова піраміда \| Статево-вікова піраміда \| \| ----------------------- \| ----------------------- \| ----------------------- \| \| Чоловіки \| Вік \| Жінки \| \| 8 \| 85 + \| 11 \| \| 4 \| 80-84 \| 23 \| \| 34 \| 75-79 \| 31 \| \| 11 \| 70-74 \| 19 \| \| 31 \| 65-69 \| 11 \| \| 31 \| 60-64 \| 27 \| \| 19 \| 55-59 \| 27 \| \| 11 \| 50-54 \| 15 \| \| 38 \| 45-49 \| 31 \| \| 27 \| 40-44 \| 27 \| \| 19 \| 35-39 \| 15 \| \| 19 \| 30-34 \| 31 \| \| 31 \| 25-29 \| 27 \| \| 11 \| 20-24 \| 4 \| \| 34 \| 15-20 \| 19 \| \| 38 \| 10-14 \| 15 \| \| 23 \| 5-9 \| 15 \| \| 31 \| 0-4 \| 23 \| |        |             |       |       |       |       |          |
| Статево-вікова піраміда |        |             |       |       |       |       |          |
| Чоловіки | Вік    | Жінки       |       |       |       |       |          |
| 8 | 85 +   | 11          |       |       |       |       |          |
| 4 | 80-84  | 23          |       |       |       |       |          |
| 34 | 75-79  | 31          |       |       |       |       |          |
| 11 | 70-74  | 19          |       |       |       |       |          |
| 31 | 65-69  | 11          |       |       |       |       |          |
| 31 | 60-64  | 27          |       |       |       |       |          |
| 19 | 55-59  | 27          |       |       |       |       |          |
| 11 | 50-54  | 15          |       |       |       |       |          |
| 38 | 45-49  | 31          |       |       |       |       |          |
| 27 | 40-44  | 27          |       |       |       |       |          |
| 19 | 35-39  | 15          |       |       |       |       |          |
| 19 | 30-34  | 31          |       |       |       |       |          |
| 31 | 25-29  | 27          |       |       |       |       |          |
| 11 | 20-24  | 4           |       |       |       |       |          |
| 34 | 15-20  | 19          |       |       |       |       |          |
| 38 | 10-14  | 15          |       |       |       |       |          |
| 23 | 5-9    | 15          |       |       |       |       |          |
| 31 | 0-4    | 23          |       |       |       |       |          |

## Економіка
2010 року серед 518 осіб працездатного віку (15—64 років) 371 була активною, 147 — неактивними (показник активності 71,6%, у 1999 році було 67,7%). З 371 активної мешканців працювало 346 осіб (184 чоловіки та 162 жінки), безробітними було 25 (5 чоловіків та 20 жінок). Серед 147 неактивних 41 особа була учнем чи студентом, 71 — пенсіонерами, 35 були неактивними з інших причин.

У 2010 році в муніципалітеті числилось 364 оподатковані домогосподарства, у яких проживали 864,0 особи, медіана доходів виносила 19 437 євро на одного особоспоживача.